# 法華津本城
法華津本城（ほけづほんじょう）は、愛媛県宇和島市にあった日本の城（山城）。宇和島市指定史跡。

## 概要
法花津湾に突出した標高43.5メートルの丘陵上に位置し、三方は絶壁で途中に3段の石垣が築かれていた。法華津氏（清家氏）が犬尾城から移した同氏の本城であり、当城を囲むように存在した6つの砦（新城、鍋蔵城、今城、高森城、福之森城、吉岡山城）と合わせて法華津七城と呼ばれた。
領地として高四千四十余石を領する。
当城は南北朝時代に築かれたともいわれ、伊予西園寺氏を守る重要拠点となった。築城年代については今治市大三島町宮浦東円坊の『東円坊大般若経奥書』に、応永28年（1421年）に「法華津在城」とあることから、15世紀初頭頃とする意見もある。
天文（1532年-1555年）から永禄年間（1558年-1570年）にかけて大友氏の水軍により侵攻を受け、法華津前延らは宇和海の水軍を率いてこれを迎撃した。また、土佐一条氏を助けて長宗我部氏と対峙した時期もあった。天正13年（1585年）に四国の役が行われ、前延は降伏して小早川隆景の下で九州征伐に従軍した。その後、筑紫国に去ったともいう。
1974年（昭和49年）3月1日に当時の吉田町により指定史跡となった。現在は宇和島市指定史跡。